# Erdős számtani sorozatokkal kapcsolatos sejtése
Erdős számtani sorozatokkal kapcsolatos sejtése, amit gyakran Erdős–Turán-sejtésként említenek, egy az aritmetikus kombinatorika témakörébe sorolható sejtés (nem összetévesztendő az Erdős–Turán additív bázisokkal kapcsolatos sejtéssel). Kimondja, hogy amennyiben egy pozitív egészekből álló A halmaz elemeinek a reciprokösszege divergens, akkor A tetszőleges hosszúságú számtani sorozatot tartalmaz.
Formálisan a sejtés azt mondja ki, hogy ha
{\displaystyle \sum _{n\in A}{\frac {1}{n}}=\infty }
akkor A adott hosszúságú számtani sorozatot tartalmaz.

## Története
Erdős és Turán 1936-os enyhébb sejtése szerint bármely pozitív természetes sűrűségű egész számokból álló halmaz végtelen sok 3-tagú számtani sorozatot tartalmaz. Ezt Klaus Roth 1952-ben bebizonyította, és Szemerédi általánosította tetszőlegesen hosszú számtani sorozatokra 1975-ben, ami most Szemerédi-tételként ismert.
Az 1976-os „Életre szóló barátom és munkatársam, Turán Pál emlékére” című beszédében Erdős Pál 3000 dollár jutalmat ajánlott a sejtést bizonyítónak. 2008-ban a probléma értéke 5000 dollár.

## Előrelépések és kapcsolódó eredmények
Erdős számtani sorozatokkal kapcsolatos sejtése a Szemerédi-tétel egy erősebb verziójának tekinthető. Mivel a prímek reciprokösszege divergens, a számtani sorozatokkal kapcsolatos Green–Tao-tétel a sejtés egy speciális esete.
Még az az enyhébb állítás sem igazolt, hogy A-ban legalább egy 3-tagú számtani sorozat van. A legjelentősebb kapcsolódó eredményt Bloom érte el.

## Fordítás
- Ez a szócikk részben vagy egészben a Erdős conjecture on arithmetic progressions című angol Wikipédia-szócikk ezen változatának fordításán alapul.  Az eredeti cikk szerkesztőit annak laptörténete sorolja fel. Ez a jelzés csupán a megfogalmazás eredetét és a szerzői jogokat jelzi, nem szolgál a cikkben szereplő információk forrásmegjelöléseként.